# Leaden Roding
Leaden Roding – wieś i civil parish w Anglii, w Esseksie, w dystrykcie Uttlesford. W 2001 civil parish liczyła 557 mieszkańców. Posiada 15 wymienionych budynków. We wsi znajduje się kościół.